# Cyberiada (opera)
Cyberiada – opera Krzysztofa Meyera na podstawie opowiadania Stanisława Lema o tym samym tytule.
Prapremiera opery miała miejsce w Operze w Wuppertalu (w języku niemieckim). W Polsce wystawiono operę w roku 2013 w Teatrze Wielkim w Poznaniu.

## Źródła
- Program opery "Cyberiada" w bazie e-teatr [pdf]